# جوزيف ميشو
جوزيف ميشو (بالفرنسية: Joseph François Michaud )‏ (و. 1767 – 1839 م) هو سياسي، وصحفي، ومؤرخ، وPamphleteer ‏ فرنسي، كان عضوًا في أكاديمية اللغة الفرنسية (منذ 5 أغسطس 1813)، وأكاديمية النقوش والرسائل الجميلة، توفي عن عمر يناهز 72 عاماً.

## مناصب
تولى منصب نائب فرنسي.

## روابط خارجية
- جوزيف ميشو على موقع الموسوعة البريطانية (الإنجليزية)